# Jošua, sin Nunov
Jošua je starozavjetni biblijski lik koji je dovršio djelo što ga je Mojsije započeo. Mojsije je izveo Izraelce iz Egipta, vodio ih kroz pustinju, a Jošua ih je uveo u Obećanu zemlju. Jošua nosi isto ime kao Isus, te je on slika iz Starog zavjeta koja upućuje na Isusa.

## Jošua, Mojsijev nasljednik (ulazak u Obećanu zemlju)
Mojsije je Jošui dao blagoslov polažući ruke na njega (PnZ 34,9). Jahve se obraća Jošui pozivajući ga na hrabrost i poslušnost, te mu daje upute o prelasku Jordana. Prelaskom preko Jordana Gospodin je učinio Jošuu "velikim u očima cijelog Izraela", i dokazao da će biti uz njega kao što je bio uz Mojsija. Izraelci prelaze Jordan slično kao i Crveno more jer je Jahve zaustavio vode Jordana dok oni ne prođu.
Osvajanje Obećane zemlje imalo je tri odlučujuće bitke. Prvo se krenulo u osvajanje Kanaana uključujući osvajanje Jerihona i Aja, zatim Izraelci pod vodstvom Jošue osvajaju južnu Palestinu, te osvajanjem Hasora, glavnog grada sjevernih kraljevstava završava zauzimanjem Obećane zemlje pod vodstvom Jošue. Uspjeh Izraelaca nije ostvaren snagom oružja nego Božjom voljom.

## Osvajanje Jerihona
Jerihon je imao zatvorena vrata zbog straha od Izraelaca, pa nije postojala mogućnost ulaska niti izlaska. 
Bog se obraća Jošui i nalaže mu da krene u osvajanje Jerihona. Sedam svećenika nosilo je sedam truba od rogova pred Kovčegom Saveza, pred njima su išli ratnici a zatim narod. Šest dana obilazili su grad po jedanput, a sedmog dana sedam puta. Jedino je bludnica Rahaba i svi koji su bili kod nje u kući smjeli ostati na životu jer je sakrila uhode koje je Jošua poslao iz Šitima da pogledaju zemlju, osobito Jerihon. Grad i sve što je u njemu bilo je posvećeno Bogu, što znači da je trebalo biti uništeno. Izraelci nisu smjeli ništa uzeti, ali je tu naredbu prekršio Akon iz Judina plemena, uzevši plašt iz Šineana, dvjesto šekela srebra i zlatan jezik, pedeset šekela težak. Zbog toga je u dolini Ahor kamenovan i spaljen. 

## Obnova Saveza kod Ebala i Gerizima
Jošua je napravio žrtvenik Bogu, na gori Ebalu, koji je bio od neklesana kamena kojega se nije dotaklo željezno oruđe. Na tom žrtveniku bile su prinesene Bogu žrtve paljenice i žrtve pričesnice. Jošua je na kamenu napravio prijepis Mojsijeva zakona, te je čitao sve kako je bilo zapisano u Knjizi Zakona, a Izraelci su stajali s obje strane Kovčega, polovica na gori Gerizimu, dok druga polovica na gori Ebalu.

## Zauzimanje sjevernog Kanaana
Izraelci su se borili protiv Kanaanaca na istoku i zapadu, Amorićana, Hetita, Perižana i Jebusejcima u gorama i Hirijcima pod Hermonom u Mispi. Jošua ih je napao sa svojom vojskom na Meromu. Nakon poraza protjerao ih je do velikog Sidona, Misrefot Majima i u dolinu Mispi na istoku, zatim im je pohramio konje i spalio kola, kako mu je Bog naredio. Zauzeo je Hason kojeg je na kraju spalio i ubio njegova kralja. Prema tom Biblijskom izvještaju, Jošua je zauzeo svu zemlju, a kraljeve pogubio. 

## Jošuini govori i smrt
Jošua još u prvom svom govoru (23, 2-16) napominje Izraelcima da se ne miješaju s neprijateljima i ne štuju njihove Bogove, nego da se drže Gospodina kao što su to i do tada činili. U Šekemu je sabrao Izraelova plemena i sazvao starješine, poglavare, suce i službenike da bi ih potakao da služe Gospodinu vjerno i iskreno, a narod mu obećava da će slušati samo Gospodnji glas. Nakon toga Jošua umire u dobi od 110 godina. Pokopali su ga u Timnat Serahu u Efrajimovoj gori, sjeverno od gore Gaaša.

## Vanjske poveznice
|  | Zajednički poslužitelj ima još gradiva o temi Jošua, sin Nunov |